# Universidade de Ciências de Tóquio
A Universidade de Ciências de Tóquio (東京理科大学, Tōkyō Rikaku Daigaku), conhecida informalmente como Rikadai (理科大) ou simplesmente Ridai (理大), é uma universidade privada de pesquisa localizada em Shinjuku, Tóquio, Japão.

## História
A Universidade de Ciências de Tóquio foi fundada em 1881 como a Academia de Física de Tóquio por 21 graduados do Departamento de Física da Faculdade de Ciências da Universidade de Tóquio. Em 1883, foi renomeada como Colégio de Ciências de Tóquio, e em 1949 obteve o status de universidade, passando a se chamar Universidade de Ciências de Tóquio.O personagem principal do famoso romancista japonês Soseki Natsume em sua obra Botchan se formou na Universidade de Ciências de Tóquio.
A partir de 2016, é a única universidade privada no Japão que produziu um ganhador do Prêmio Nobel, além de ser a única universidade privada na Ásia a formar laureados com o Prêmio Nobel na área das ciências naturais.

## Campus
O campus principal da Universidade de Ciências de Tóquio está localizado no distrito de Kagurazaka, em Shinjuku. A estação mais próxima é a Estação Iidabashi.
Além do campus principal em Shinjuku, a universidade possui outros campi em diferentes regiões do país:
- Campus Kagurazaka (Principal): Shinjuku, Tóquio
- Edifício escolar Fujimi: Chiyoda-ku, Tóquio
- Campus Katsushika: Katsushika-ku, Tóquio
- Campus Noda: Noda, Chiba
- Campus Oshamambe: Oshamambe, Hokkaidō

## Pessoas

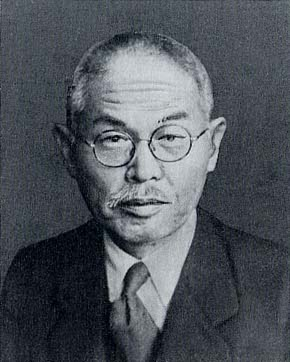
Kotaro Honda, antigo reitor, nomeado para o Prêmio Nobel de Física em 1932.[4].
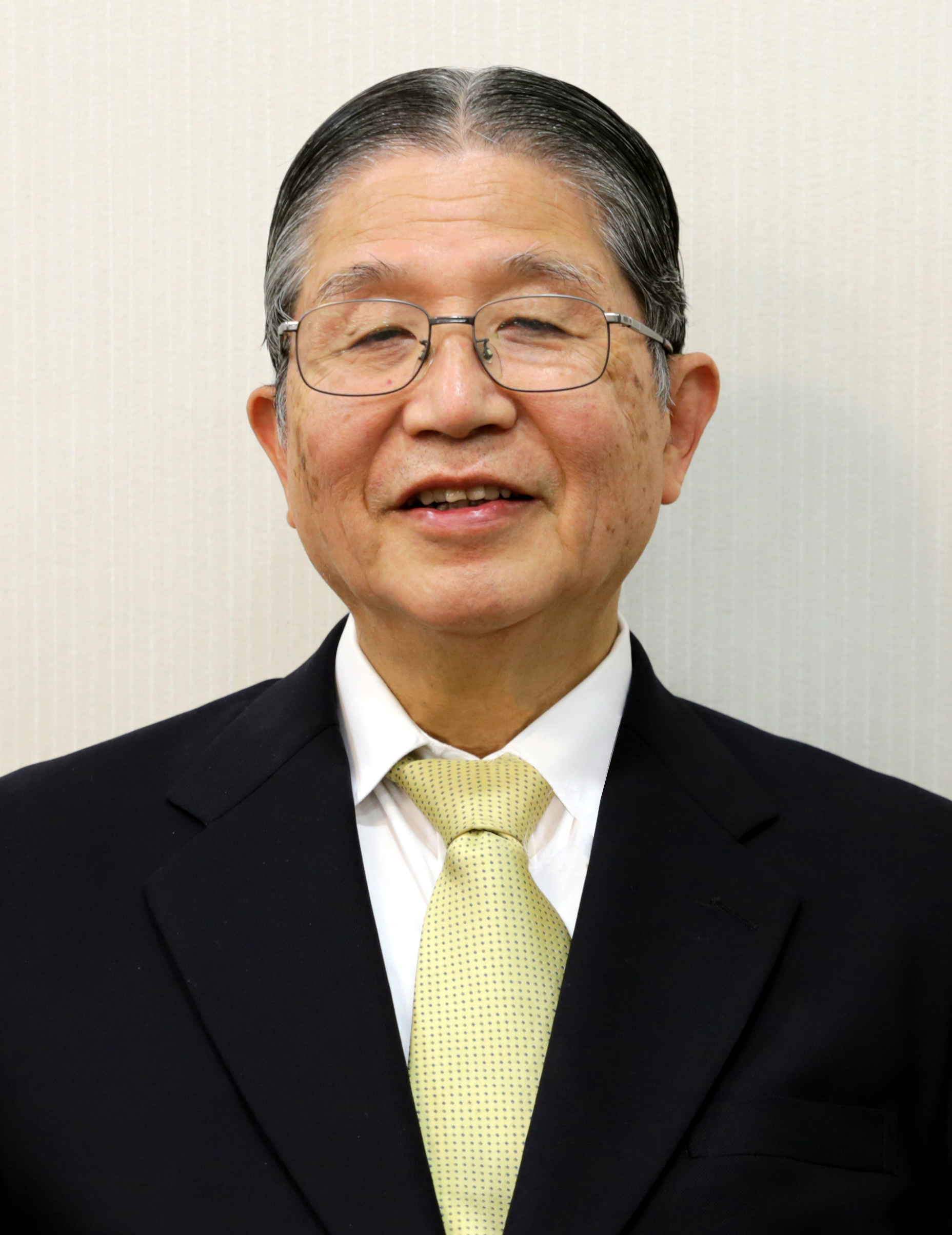
Akira Fujishima, antigo diretor, descobridor do fotocatalisador.
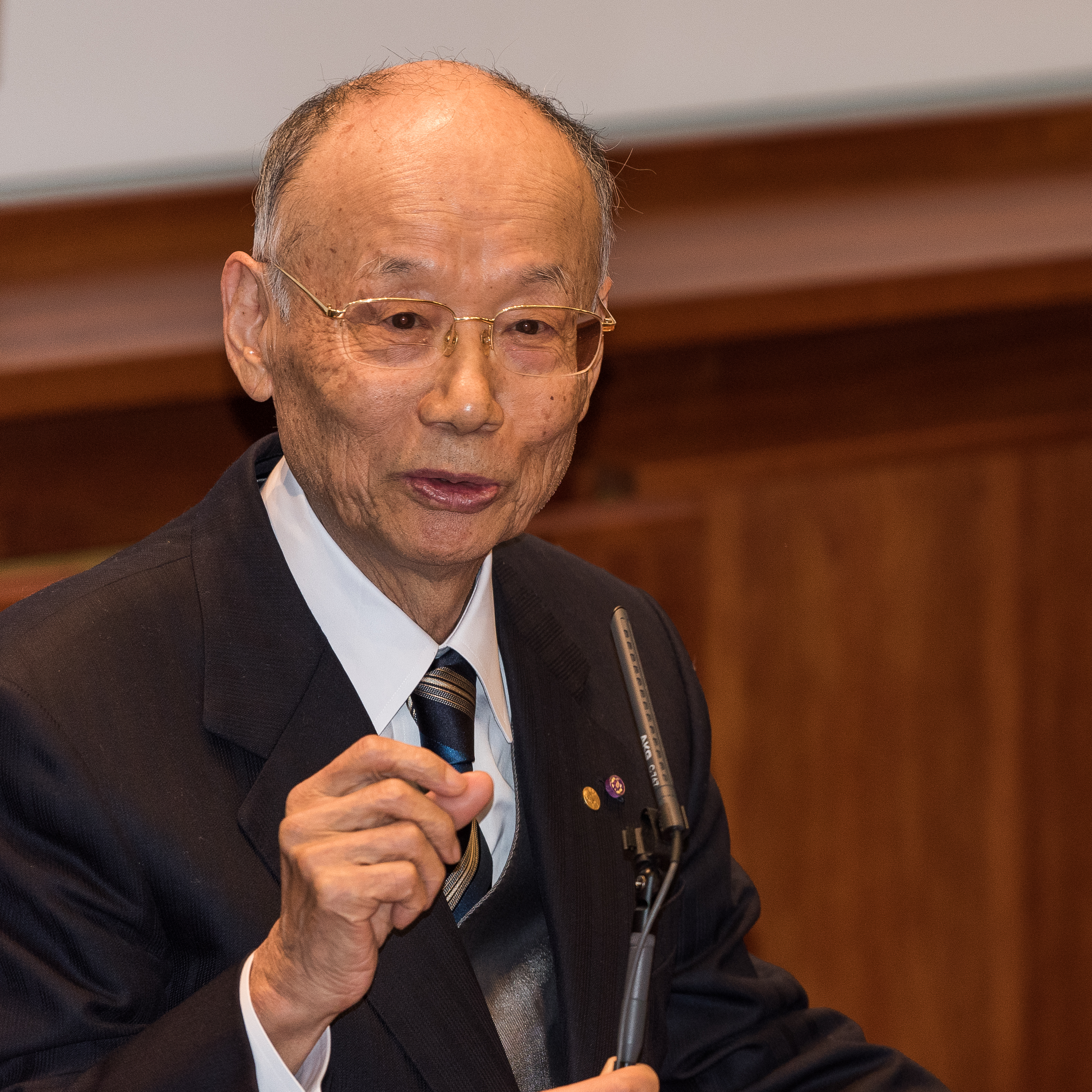
Satoshi Ōmura, antigo aluno, vencedor do Prêmio Nobel de Fisiologia ou Medicina em 2015.
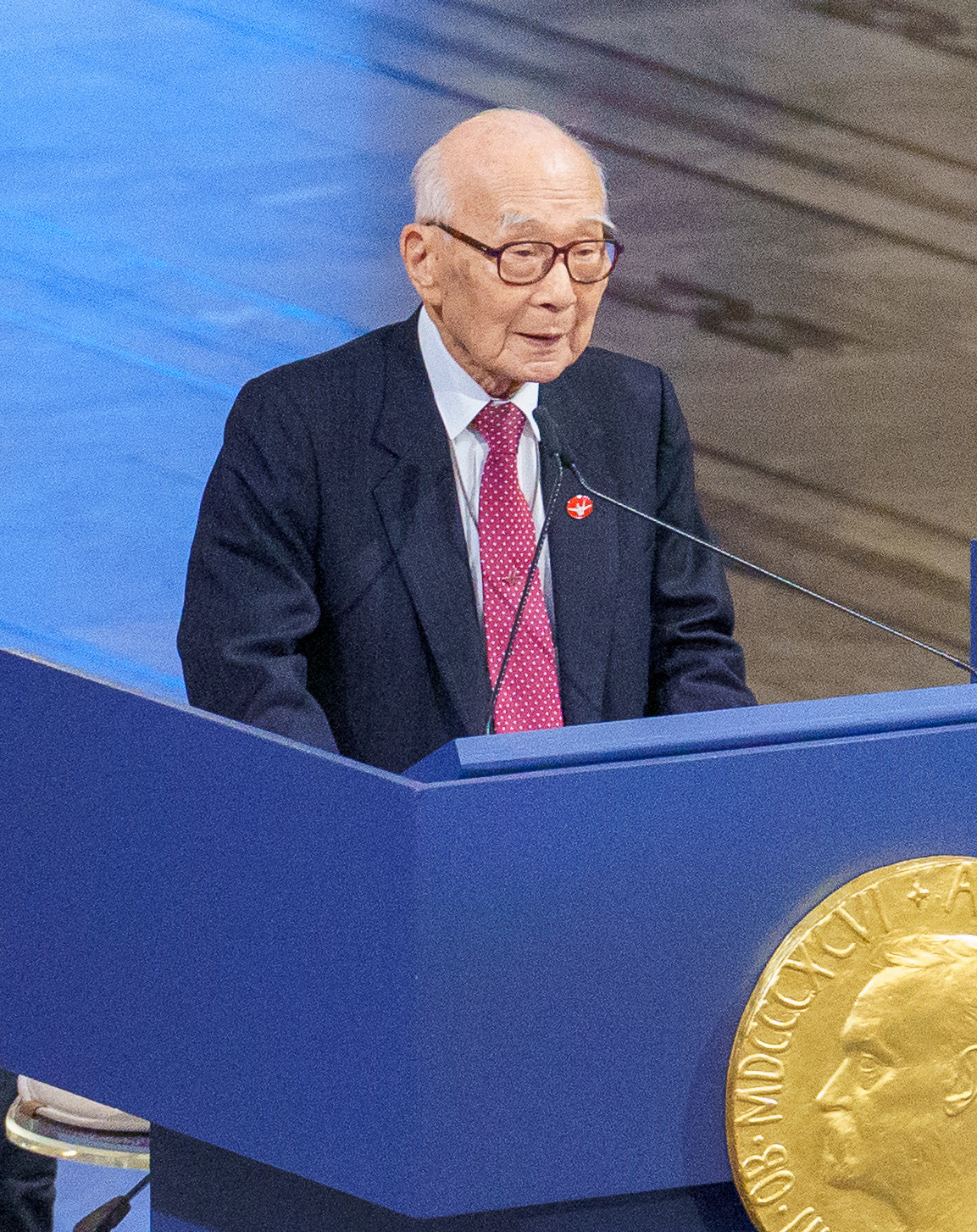
Terumi Tanaka, representante da "Nihon Hidankyo", vencedora do Prêmio Nobel da Paz em 2024.